# Kamienica przy ulicy Kornela Ujejskiego 8 w Krakowie
Kamienica przy ulicy Kornela Ujejskiego 8 – zabytkowa kamienica znajdująca się w Krakowie, w dzielnicy VII przy ul. Kornela Ujejskiego, na Półwsiu Zwierzynieckim.
Kamienica została wzniesiona w latach 1925–1926 według projektu architekta Jana Rzymkowskiego.
Budynek znajduje się w gminnej ewidencji zabytków.